# Gryllopsis tenuitarsus
Gryllopsis tenuitarsus är en insektsart som beskrevs av Bei-bienko 1954. Gryllopsis tenuitarsus ingår i släktet Gryllopsis och familjen syrsor. Inga underarter finns listade i Catalogue of Life.